# Den røde skov - filmisk orakel i 9 billeder
Den røde skov - filmisk orakel i 9 billeder er en dansk eksperimentalfilm fra 1987 med instruktion og manuskript af Ursula Reuter Christiansen og Henning Christiansen.

## Handling
Med forholdet mellem mor og datter som gennemgående tema er filmen opdelt i 9 billedrum med handlingsmønstre, der tager udgangspunkt i arketypiske billeder og motiver. Filmen er utraditionel i valget af virkemidler. Ursula Reuter Christiansen, som er maler, fortæller sine eventyrlige historier med vægt på det visuelle element, der virker i et samspil med Henning Christiansens originale lydside.